# Kobylezka Poljana
Kobylezka Poljana (ukrainisch Кобилецька Поляна; russisch Кобылецкая Поляна/Kobylezkaja Poljana, dt. Rossfeld, slowakisch Kobylecká Poľana/Kabolecká Poljana/Poľana Kobilská, ungarisch Gyertyánliget oder älter Kabola Polyána, rumänisch Poiana Cobilei) ist eine Siedlung städtischen Typs in der westlichen Ukraine (Oblast Transkarpatien, Rajon Rachiw) etwa 36 Straßenkilometer westlich der Stadt Rachiw.

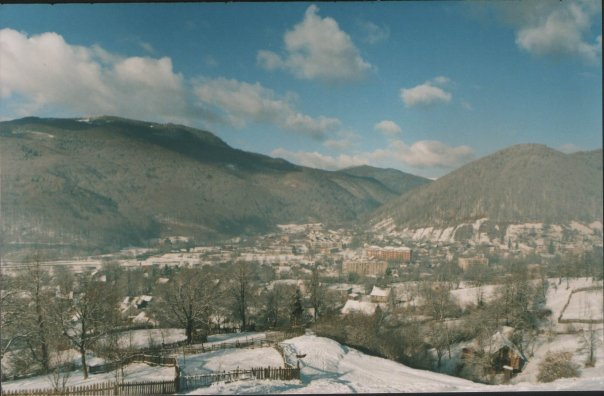
Kobylezka Poljana

Der etwa 3400 Einwohner zählende Ort liegt inmitten der Berge der Karpaten im Tal des Flusses Schopurka (Шопурка), die hier durch den Zusammenfluss von Mala Schopurka und Serednja entsteht.

## Geschichte
Der Ort wurde 1672 zum ersten Mal schriftlich als Kabola Poljana erwähnt.
1910 hatte der zum Königreich Ungarn im Komitat Máramaros liegende Ort 1.832 Einwohner, die sich auf die Volksgruppen der Ruthenen, Ungarn und Deutschen aufteilten. Nach dem Ende des Ersten Weltkrieges kam er dann zur neu entstandenen Tschechoslowakei (als Teil der Karpatenukraine) und wurde nach dem Ende des Zweiten Weltkrieges an die UdSSR abgetreten. 1971 erhielt der Ort dann den Status einer Siedlung städtischen Typs.
Am 12. Juni 2020 wurde die Siedlung ein Teil neu gegründeten Siedlungsgemeinde Welykyj Bytschkiw im Norden des Rajons Rachiw; bis dahin bildete sie die Siedlungsratsgemeinde Kobylezka Poljana (Кобилецько-Полянська селищна рада/Kobylezko-Poljanska selyschtschna rada).